# Scudo fiscale
Lo scudo fiscale è una tipologia di regolarizzazione in materia tributaria e penale simile ad un condono, perché inibisce l'azione penale e di accertamento tributario nel caso di alcuni illeciti tributari e penali. Esso sana alcuni eventuali comportamenti illeciti o irregolari, effettuati dal contribuente riguardo alla produzione e detenzione di capitali detenuti all'estero. Capitali derivanti da redditi non denunciati, e presumibilmente imponibili, e dall'acquisto di immobili con i suddetti capitali, tramite il pagamento di una imposta forfettaria, una tantum, di valore inferiore alle normali aliquote tributarie.

## Lo scudo fiscale nel diritto internazionale
Nei condoni fiscali avvenuti in passato in Francia, Regno Unito e Stati Uniti, non era mai stata garantita la riservatezza degli evasori, come principio legato al concetto di perdono. Agli evasori è sempre stato richiesto di dichiarare la propria identità, l'ammontare della propria evasione, e di pagare le tasse arretrate con gli interessi, ricevendo in cambio la decadenza delle conseguenze penali ed uno sconto nelle sanzioni. In questo modo tali governi hanno utilizzato gli scudi fiscali per comprendere tutti i meccanismi di evasione utilizzati dai propri concittadini.

## Lo scudo fiscale in Italia

### Lo scudo 2009
Il governo Berlusconi IV con la pubblicazione nella Gazzetta ufficiale italiana del D.L. 194/2009, cosiddetto “Mille proroghe”, ha riaperto i termini per poter usufruire dello scudo fiscale (cd. scudo fiscale Ter), per favorire il rimpatrio o la regolarizzazione delle attività finanziarie e patrimoniali illegalmente detenute all'estero fino al 31 dicembre 2008, a fronte del pagamento di una somma del 5%, a titolo di imposte, interessi e sanzioni.
Inoltre viene previsto il pagamento delle imposte sui redditi relativi alle attività scudate prodotti nel periodo dal 1º gennaio 2009 alla presentazione della dichiarazione riservata, da farsi entro il 15 dicembre 2009. Il rimpatrio è obbligatorio per tutti i paesi del mondo esclusi quelli della Comunità Europea e la Norvegia.
Tale provvedimento consente in tal modo il pagamento del minimo della sanzione prevista in caso di scoperta di violazione delle norme sul monitoraggio dei capitali (dal 5% al 25%), e non intacca il rendimento fruttato dai capitali all'estero nel periodo in cui non vi sono state pagate imposte dovute in Italia. Lo scudo non prevede la sanatoria totale per tutti i reati e per tutte le irregolarità relativa all'IVA.
Il governo stimò un rientro di capitali per un totale di circa 300 miliardi di euro, il Ministero dell'Economia previde un gettito fiscale una tantum di 3-5 miliardi di euro.
A metà febbraio 2010 secondo le stime governative sono rientrati grazie allo scudo fiscale 80 miliardi di euro, di cui circa 60 miliardi dalla Svizzera, 4 miliardi circa rispettivamente dal Lussemburgo e dal Principato di Monaco ed i restanti 12 miliardi da altri paesi.

#### Precedenti dichiarazioni di Silvio Berlusconi
Il 31 marzo 2008, in campagna elettorale per le elezioni politiche del 2008, Silvio Berlusconi aveva dichiarato:

#### L'iter parlamentare
Il provvedimento sullo scudo fiscale è contenuto in un emendamento del 15 luglio 2009, proposto da Chiara Moroni e Maurizio Fugatti, al decreto legge "anticrisi" , votato dal Parlamento il 24 luglio 2009 con una questione di fiducia, e causa di aspre contestazioni dell'opposizione e di Avvenire, che lo bollò come «una soluzione premia-furbi». (vedi l'intero iter parlamentare)
A seguito di un emendamento del Senato, che ha introdotto molte delle norme più contestate del provvedimento (tra cui l'estensione dell'estinzione dei profili penali dell'evasione), la Camera ha approvato una mozione di fiducia il 30 settembre 2009; in tale occasione il presidente della Camera Gianfranco Fini ha parlato di "oggettive anomalie procedurali nella complessiva vicenda dell'iter del decreto, trasmesso dal Senato a dieci giorni dalla sua scadenza", mentre l'opposizione ha denunciato il "riciclaggio di stato". Il voto finale alla Camera sulla conversione del decreto-legge è avvenuto il 2 ottobre; la maggioranza è riuscita a far passare la norma con 20 voti di scarto, a fronte di 56 parlamentari del PdL e 30 dell'opposizione assenti (23 del PD, 6 dell'UDC, 1 dell'IdV), scatenando le polemiche sull'assenteismo in aula.

#### Effetti fiscali e penali

##### Riservatezza delle dichiarazioni di emersione
Un ulteriore profilo di preoccupazione è stato espresso a proposito della provenienza dei capitali espatriati, generalmente considerati frutto di evasione fiscale, e come tali in teoria soggetti, in caso di accertamento da parte del fisco, al pagamento delle imposte evase (Irpef, Irap, Iva, la cui evasione non era comunque coperta dallo scudo, interessi e sanzioni) per un totale facilmente superiore al 50% del capitale. Ciò viene evitato, nel provvedimento di scudo fiscale 2009, dalla forma riservata delle dichiarazioni di emersione, "coperte per legge da un elevato grado di segretezza", che non possono perciò essere utilizzate a sfavore del contribuente in sede amministrativa né giudiziaria.
Se il denaro rimpatriato viene utilizzato per l'acquisto di capitali azionari, esso mantiene il carattere di riservatezza. Se invece esso viene reinvestito in attività imprenditoriale, ciò comporta la rinuncia alla riservatezza. Una tale norma penalizza l'utilizzo a fini imprenditoriali ed economici, mentre favorisce l'uso dei capitali scudati per accrescere le rendite.
Non è invece possibile il ricorso allo scudo per i contribuenti già soggetti ad accertamento fiscale o a procedimenti penali già avviati. Il termine della sanatoria è fissato al 15 dicembre 2009.
Tale aspetto di riservatezza delle dichiarazioni di emersione distingue nettamente lo scudo fiscale italiano del 2009 dai provvedimenti concernenti il rientro dei capitali in Gran Bretagna e negli Stati Uniti, paesi nei quali chi vuole regolarizzare i capitali esportati deve pagare in toto le imposte evase negli anni precedenti.
Nella maggioranza dei casi, lo scudo fiscale italiano assume i connotati di un vero e proprio condono.

##### La non punibilità dei reati
Lo scudo fiscale prevede anche la non punibilità di reati tributari, che prevederebbero pene fino a 6 anni di reclusione:
- omessa e infedele dichiarazione dei redditi;
- dichiarazione fraudolenta mediante utilizzo di fatture per operazioni inesistenti;
- falsa rappresentazione di scritture contabili obbligatorie;
- occultamento o distruzione di documenti;
- false comunicazioni sociali (falso in bilancio).

La non punibilità è estesa ad altri reati, commessi per eseguire o nascondere i reati precedenti, tra cui:
- falsità materiale,
- falsità ideologica in atto pubblico,
- falsità nelle scritture private,
- soppressione e occultamento di atti
- false comunicazioni sociali.

Il provvedimento riguarda in tal modo anche quelle società controllate estere, spesso situate in paradisi fiscali, verso cui confluiscono i capitali sommersi.
Condizione necessaria per l'esclusione della punibilità è l'assenza di un procedimento penale già in corso alla data di presentazione della dichiarazione riservata.
Sono stati sollevati dubbi di costituzionalità, circa la necessità di approvare la legge con le maggioranze previste per le leggi di amnistia e indulto (due terzi del Parlamento). L'eventualità è tuttavia esclusa, anche sulla base del recente orientamento della Corte Costituzionale secondo cui «La previsione di ipotesi di non punibilità subordinata a condotte dirette ad ottenere la sanatoria di precedenti comportamenti, non è ritenuta qualificabile come amnistia, da ultimo con ordinanza 9 aprile 2009, n. 109».

##### Le limitazioni al potere di accertamento tributario
La presentazione della dichiarazione riservata determina l'estinzione delle sanzioni tributarie previste per le violazioni commesse, salvo che il procedimento amministrativo sia già avviato al momento della presentazione della dichiarazione.
Inoltre, nel limite dell'importo indicato nella dichiarazione riservata, il contribuente può, presentando copia della stessa, opporre la sanatoria ad eventuali accertamenti futuri dell'Amministrazione per periodi anteriori al 31 dicembre 2008. Ad esempio, qualora siano contestati maggiori redditi per 100 000 euro, il contribuente può opporre di aver sanato 150 000 euro, evitando il recupero dell'imposta e le sanzioni. Se l'importo sanato è inferiore (ad esempio 70 000 euro), può essere accertata la differenza.
In ogni caso l'adesione allo scudo fiscale non può essere utilizzata come elemento a sfavore del contribuente (ad esempio per presumere maggiori redditi partendo dall'esistenza di patrimoni esteri non dichiarati). Per inciso, data la riservatezza delle dichiarazioni, gli uffici non dispongono di informazioni sui contribuenti aderenti, salvo che siano questi ultimi a fornirle ad esempio per opporsi ad accertamenti. Il segreto vige anche in caso di richiesta di accesso ai conti bancari.

##### Deroghe alla normativa comunitaria antiriciclaggio
In contrasto con la normativa comunitaria vigente, lo scudo fiscale consente ai soggetti sottoposti alla legge antiriciclaggio di non effettuare le segnalazioni di operazioni sospette di riciclaggio (limitatamente ai reati fiscali "coperti" dallo Scudo). Secondo il testo di legge, "il rimpatrio del denaro non è da considerarsi di per sé operazione sospetta".
Secondo Roberto de Vita, docente dell'Accademia della Guardia di Finanza, "è difficile immaginare in concreto quali possano essere gli indici rivelatori di una anomalia degna di necessitare una segnalazione di operazione sospetta".
Mario Draghi, governatore della Banca d'Italia, nella sua relazione del 29 ottobre 2009 in occasione della giornata mondiale del risparmio, sottolineava come "è opportuno un intervento che nell'ambito dello scudo fiscale ribadisca la regolare applicazione della normativa antiriciclaggio".
Il presidente del GAFI, il Gruppo di Azione Finanziaria Antiriciclaggio dell'OCSE, secondo Der Spiegel avrebbe scritto al ministro Giulio Tremonti segnalando i potenziali effetti negativi dello scudo fiscale italiano.
Già nell'ambito dei due scudi fiscali precedenti (2001 e 2003), le segnalazioni sospette delle banche erano state solo 94 in tutto, su un totale di 78 milioni di euro incassati.
Con circolare del 16 febbraio 2010 il Ministero dell'Economia e Finanze ha precisato che "le Banche e gli altri intermediari sono tenuti a dare applicazione agli obblighi di adeguata verifica della clientela ai sensi degli articoli 15 e 16 del D.lgs 231/2007 (antiriciclaggio) e in particolare a:
- identificare e verificare l'identità del cliente compreso l'eventuale titolare effettivo. Una particolare cura dovrà essere messa nell'evitare l'utilizzo di prestanome o di soggetti interposti;
- raccogliere informazioni dettagliate sull'attività del cliente e sulle sue capacità economiche, sulla natura e sullo scopo/destinazione del rapporto continuativo connesso all'operazione scudata"
Quindi le Banche e gli altri intermediari dovranno inoltrare segnalazioni di operazioni sospette ai sensi della normativa antiriciclaggio, qualora riscontrino anomalie che possono nascere da clienti che non sembrano avere o non avevano mai dichiarato le disponibilità economiche, il tenore di vita, il giro d'affari compatibile con l'entità delle somme rimpatriate.Sempre la stessa circolare del MEF stabilisce che le operazioni di scudo fiscale possono rientrare tra quelle per le quali è necessaria l'Adeguata Verifica Rafforzata (ai sensi dell'art. 28 del D.Lgs 231/07) per cui le Banche e gli altri intermediari sono tenuti ad acquisire informazioni ed eventuali riscontri documentali sulla costituzione dei capitali oggetto del rientro dall'estero, atti a ricostruire l'origine degli stessi.
Inoltre le Banche dovranno svolgere un controllo costante nel corso del rapporto continuativo, anche successivamente all'operazione di emersione, al fine di rilevare eventuali elementi che possano condurre a individuare profili di anomalia meritevoli di approfondimento anche ai fini della segnalazione di operazioni sospette.

##### L'effettività dello scudo in tema di Iva
Vi sono dubbi sulla certezza degli effetti fiscali dello scudo in tema di Iva. La sentenza della Corte di cassazione n. 20068 del 18 settembre 2009 infatti ha stabilito il principio secondo cui non è ammissibile per l'amministrazione finanziaria rinunciare all'accertamento tributario dell'Iva. Tale sentenza è il risultato della condanna dell'Italia, da parte della Corte di Giustizia Europea (causa C-132/06), adita a suo tempo dalla Commissione europea, e relativo annullamento del condono Iva 1997-2002 (L. 289/2002 art. 8 e 9), per violazione della sesta direttiva europea in materia di Iva.

#### Le obiezioni e i rischi dello scudo

##### Il rischio di utilizzo dei capitali da parte della criminalità organizzata
Diversi osservatori hanno segnalato il rischio che la criminalità organizzata faccia uso dello scudo fiscale per riciclare i proventi dei propri traffici illeciti (spaccio di droga, prostituzione, traffici d'armi, finanziamento del terrorismo), frequentemente detenuti all'estero.
Tale rischio viene segnalato a causa di vari provvedimenti contenuti nello scudo fiscale:
- la riservatezza garantita alle dichiarazioni di emersione;
- l'estensione dello scudo alle società controllate e collegate estere;
- il mancato obbligo di segnalazione di operazioni sospette in materia di riciclaggio di denaro da parte di chi riceve le dichiarazioni anonime di emersione.

In tal modo, le organizzazioni criminali potrebbero disporre di denaro pulito fresco, in grado di consentir loro di acquisire le imprese in difficoltà a causa della crisi.

##### La ricezione del provvedimento da parte delle banche
Le banche hanno generalmente messo in atto procedure per prepararsi a fare da tramite per l'emersione dei capitali esportati. Alcune banche di minori dimensioni, fra le quali Banca Etica, hanno dichiarato che non intendono o non sono in grado di assistere la loro clientela in queste operazioni.

##### Il giudizio dell'OCSE
Secondo l'OCSE, «lo scudo fiscale dovrà essere visto dai contribuenti come una misura straordinaria, nell'ambito dell'impegno generale alla trasparenza sugli scambi di informazioni sulle tasse recentemente concordato a livello internazionale, altrimenti i contribuenti potrebbero arrivare alla conclusione che sono probabili altri condoni fiscali».

#### Gettito effettivo ed utilizzo delle risorse
La bozza di legge finanziaria 2010 prevede un gettito da scudo fiscale di 3,7 miliardi, così ripartiti:
- 500 milioni per il rifinanziamento delle missioni internazionali,
- 400 milioni al 5 per mille,
- 400 milioni all'autotrasporto,
- 350 milioni al fondo per l'università,
- 250 milioni per il fondo di solidarietà dell'agricoltura,
- 130 milioni ai libri di testo scolastici,
- 130 milioni alle scuole private,
- 130 milioni per l'adempimento degli impegni dello Stato derivati dalla partecipazione a banche e fondi internazionali,
- 100 milioni alle popolazioni colpite da calamità naturali.